# Sân bay Nam Uyển Bắc Kinh

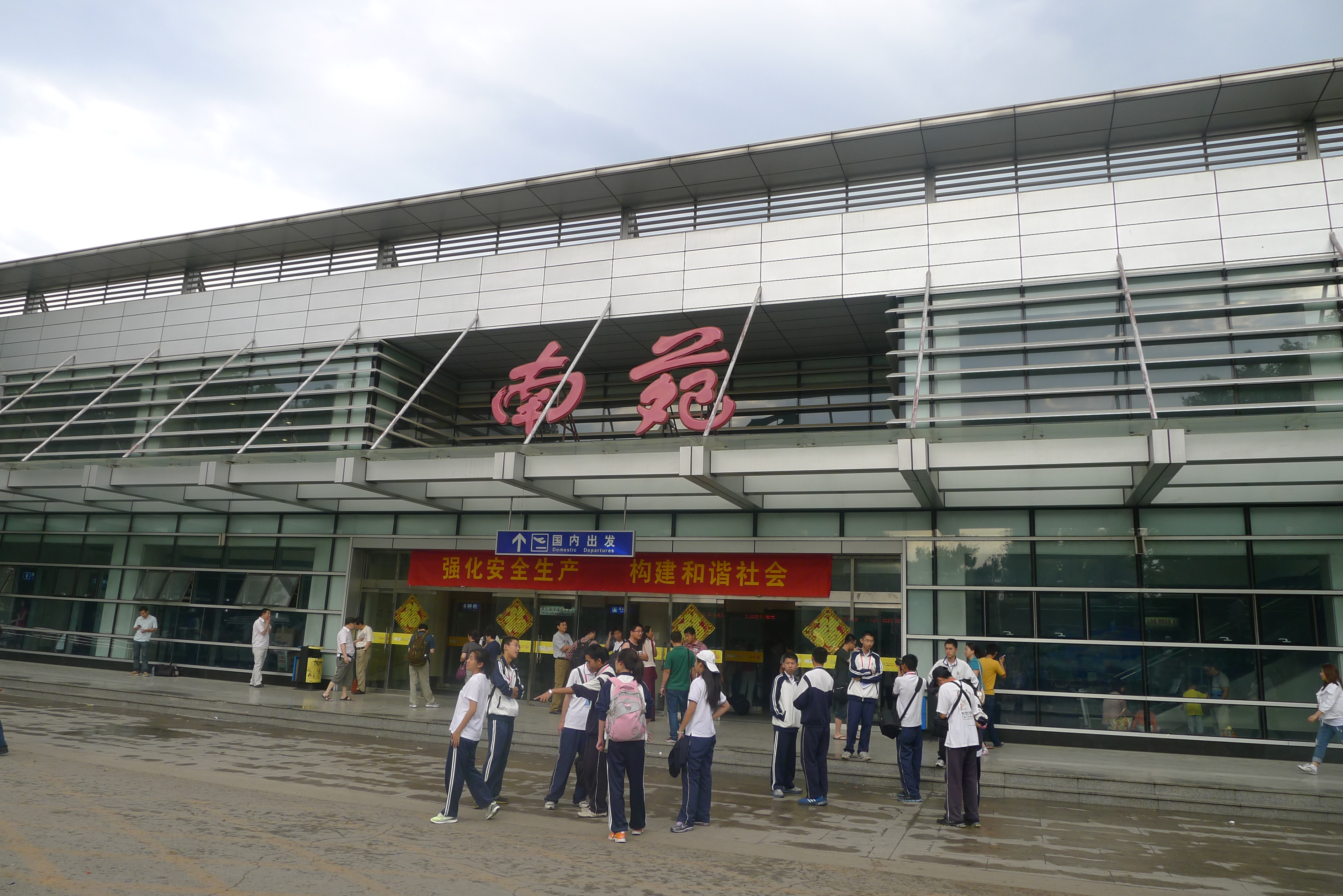
Nhà ga Sân bay Nam Uyển Bắc Kinh (ảnh chụp năm 2011)

Sân bay Nam Uyển Bắc Kinh là một sân bay ở Bắc Kinh, Cộng hòa Nhân dân Trung Hoa (IATA: NAY, ICAO: ZBNY). Ban đầu là một sân bay quân sự, sân bay Nam Uyển đã được xây một nhà ga hành khách có công suất 1,2 triệu lượt khách mỗi năm và hiện là căn cứ của hãng China United Airlines. All Nippon Airways đang xem xét mở các chuyến bay thuê bao theo lịch trình từ Tokyo-Haneda vào dịp Olympic Bắc Kinh 2008.

## Các hãng hàng không và các tuyến điểm
| Hãng hàng không       | Các điểm đến |
| --------------------- | --- |
| China United Airlines | Bao Đầu, Trường Sa, Trường Trị, Thường Châu, Thành Đô, Trùng Khánh, Phật Sơn, Phú Dương (An Huy), Phúc Châu, Quảng Châu, Hailar, Hàng Châu, Hohhot, Liên Vân Cảng, Lâm Nghi, Manzhouli, Ordos, Cù Châu, Tam Á, Thượng Hải-Hồng Kiều, Vô Tích, Yulin (Thiểm Tây) |

Sau khi Sân bay quốc tế Đại Hưng Bắc Kinh được hoàn thành, sân bay này đã đóng cửa, Tất cả chuyến bay được chuyển đi.